# David Tonoyan
Davit Edgari Tonoyan (in armeno Դավիթ Էդգարի Տոնոյա; Ust-Kamenogorsk, 27 dicembre 1967) è un politico armeno.

## Biografia
È nato il 27 dicembre 1967 nella città di Ust-Kamenogorsk (ora Öskemen), nella regione orientale dell'odierno del Kazakistan. Nel 1986 è entrato nel distretto militare transcaucasico delle Forze armate sovietiche. Nel 1991, si è trasferito a Erevan per frequentare l'Università Statale di Erevan. Tra il 1998 e il 2007, Tonoyan ha ricoperto varie posizioni nel quartier generale della NATO a Bruxelles, servendo come rappresentante armeno nella NATO per tre anni. Nel 2007, Tonoyan è tornato in Armenia per diventare capo dei dipartimenti della cooperazione militare internazionale e la politica di difesa nel Ministero della difesa.

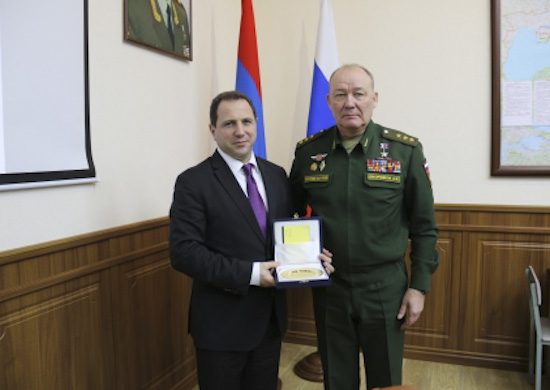
Tonoyan e Aleksandr Dvornikov

Dal 2010 al 2017, Tonoyan è stato primo viceministro della difesa dell'Armenia, al servizio di Seyran Ohanyan e Vigen Sargsyan. Secondo un decreto presidenziale firmato il 6 febbraio, David Tonoyan è stato nominato alla posizione di ministro delle situazioni di emergenza.
Il primo ministro Nikol Pashinyan nominò Tonoyan ministro della difesa l'11 maggio 2018. In questo ruolo fu suggerito Ararat Mirzoyan, collaboratore di Nikol Pashinyan e suo primo Vice primo ministro il quale disse che Tonoyan era "assolutamente qualificato per essere ministro della difesa armeno". A seguito della sconfitta armena nella guerra in Artsach si è dimesso dalla carica il 20 novembre 2020.
Attualmente è sposato con due figli.

## Premi e menzioni
- Ordine "Per il servizi alla patria"
- Medaglia per meriti di servizio
- Medaglia Vasgen Sargsyan
- Medaglia di Andranik Ozanyan